# Đông Á
Đông Á (tiếng Trung: 東亞; bính âm: Dōngyà, tiếng Nhật: 東アジア, đã Latinh hoá: Higashiajia, tiếng Triều Tiên: 동아시아; Romaja: dongasia; McCune–Reischauer: tongasia) còn được gọi là Đông Bắc Á, Đại Đông Á hoặc Viễn Đông, là những thuật ngữ mô tả một khu vực của châu Á có thể được định nghĩa theo các thuật ngữ địa lý hay các văn minh và văn hóa.
Khu vực địa lý này bao gồm Trung Quốc, Hồng Kông, Ma Cao, Đài Loan, Nhật Bản, Mông Cổ, Triều Tiên và Hàn Quốc. Người dân bản địa trong khu vực được gọi là người Đông Á.
Về mặt địa lý, nó chiếm khoảng 11.839.074 km² hay 25% diện tích của châu Á.
Về mặt văn hóa-chính trị-kinh tế-xã hội và lịch sử,... nó bao gồm các cộng đồng là một phần của ảnh hưởng nền văn minh Trung Hoa, thể hiện rõ nét trong các ảnh hưởng lịch sử từ chữ Hán, Khổng giáo và Tân Khổng giáo, Phật giáo Đại thừa, Lão giáo.

## Kinh tế
| Quốc gia/Lãnh thổ | GDP danh nghĩa tỷ USD (2021) | GDP bình quân đầu người USD (2017) | GDP PPP tỷ USD (2017) | GDP (PPP) bình quân đầu người USD (2017) |
| ----------------- | ---------------------------- | ---------------------------------- | --------------------- | ---------------------------------------- |
| Trung Quốc        | 16,642.318                   | 8,583                              | 23,122.027            | 16,624                                   |
| Hồng Kông         | 368.633                      | 44,999                             | 453.019               | 61,015                                   |
| Đài Loan          | 759.104                      | 24,227                             | 1,175.308             | 49,827                                   |
| Ma Cao            | 39.449                       | 79,563                             | 73.579                | 114,430                                  |
| Nhật Bản          | 5,378.136                    | 38,550                             | 5,405.072             | 42,659                                   |
| Triều Tiên        | N/A                          | N/A                                | N/A                   | N/A                                      |
| Hàn Quốc          | 1,806.707                    | 29,730                             | 2,026.651             | 39,387                                   |
| Mông Cổ           | 14.233                       | 3,553                              | 38.395                | 12,551                                   |

## Dữ liệu lãnh thổ và vùng miền

### Từ nguyên
| Cờ                                   | Tên thông dụng             | Tên thông dụng     | Tên thông dụng                  | Tên chính thức                                                            | Tên chính thức                                                                             | Tên chính thức                                                 |
| Cờ                                   | Tên quốc tế                | Tên bản địa        | Tên tiếng Việt                  | Tên quốc tế                                                               | Tên bản địa                                                                                | Tên tiếng Việt                                                 |
| ------------------------------------ | -------------------------- | ------------------ | ------------------------------- | ------------------------------------------------------------------------- | ------------------------------------------------------------------------------------------ | -------------------------------------------------------------- |
| Trung Quốc                           | China                      | 中国               | Trung Quốc                      | People's Republic of China                                                | 中华人民共和国                                                                             | Cộng hòa Nhân dân Trung Hoa                                    |
| Hồng Kông                            | Hong Kong                  | 香港               | Hồng Kông                       | Hong Kong Special Administrative Region of the People's Republic of China | 中華人民共和國香港特別行政區                                                               | Đặc khu hành chính Hồng Kông thuộc Cộng hòa Nhân dân Trung Hoa |
| Ma Cao                               | Macau                      | 澳門               | Ma Cao                          | Macao Special Administrative Region of the People's Republic of China     | 中華人民共和國澳門特別行政區 Região Administrativa Especial de Macau da República da China | Đặc khu hành chính Ma Cao thuộc Cộng hòa Nhân dân Trung Hoa    |
| Đài Loan                             | Taiwan hoặc Chinese Taipei | 臺灣 hoặc 中華臺北 | Đài Loan hoặc Đài Bắc Trung Hoa | Republic of China                                                         | 中華民國                                                                                   | Trung Hoa Dân Quốc hoặc Đài Bắc Trung Hoa                      |
| Nhật Bản                             | Japan                      | 日本               | Nhật Bản                        | Japan                                                                     | 日本国                                                                                     | Nhật Bản Quốc                                                  |
| Mông Cổ                              | Mongolia                   | Монгол улс         | Mông Cổ                         | Mongolia                                                                  | Монгол Улс（ᠮᠣᠩᠭᠤᠯ ᠤᠯᠤᠰ ）                                                                 | Mông Cổ Quốc                                                   |
| Cộng hòa Dân chủ Nhân dân Triều Tiên | North Korea                | 조선 hoặc 북조선   | Triều Tiên hoặc Bắc Triều Tiên  | Democratic People's Republic of Korea                                     | 조선민주주의인민공화국                                                                     | Cộng hòa Dân chủ Nhân dân Triều Tiên                           |
| Hàn Quốc                             | South Korea                | 한국               | Hàn Quốc                        | Republic of Korea                                                         | 대한민국 (大韓民國)                                                                        | Đại Hàn Dân Quốc                                               |

### Diện tích
| Quốc gia/Lãnh thổ | Diện tích km² | Dân số (2018) | Mật độ dân số trên km² | HDI   | Thủ đô      |
| ----------------- | ------------- | ------------- | ---------------------- | ----- | ----------- |
| Trung Quốc        | 9.640.011     | 1.427.647.786 | 138                    | 0,761 | Bắc Kinh    |
| Hồng Kông         | 1.104         |               | 6.390                  | 0,949 | Hồng Kông   |
| Ma Cao            | 30            |               | 18.662                 | 0,922 | Ma Cao      |
| Đài Loan          | 36.188        |               | 639                    | 0,916 | Đài Bắc     |
| Nhật Bản          | 377.930       | 127.202.192   | 337                    | 0,919 | Tokyo       |
| Triều Tiên        | 120.538       | 25.549.604    | 198                    | 0,595 | Pyongyang   |
| Hàn Quốc          | 100.210       | 51.171.706    | 500                    | 0,916 | Seoul       |
| Mông Cổ           | 1.564.100     | 3.170.216     | 2                      | 0,737 | Ulaanbaatar |

## Địa lý
Theo quan điểm chính thống hiện nay, khu vực địa lý Đông Á hoặc Đông Bắc Á gồm các quốc gia dưới đây:
- Trung Quốc
- Hồng Kông
- Ma Cao
- Đài Loan
- Triều Tiên
- Hàn Quốc
- Nhật Bản
- Mông Cổ

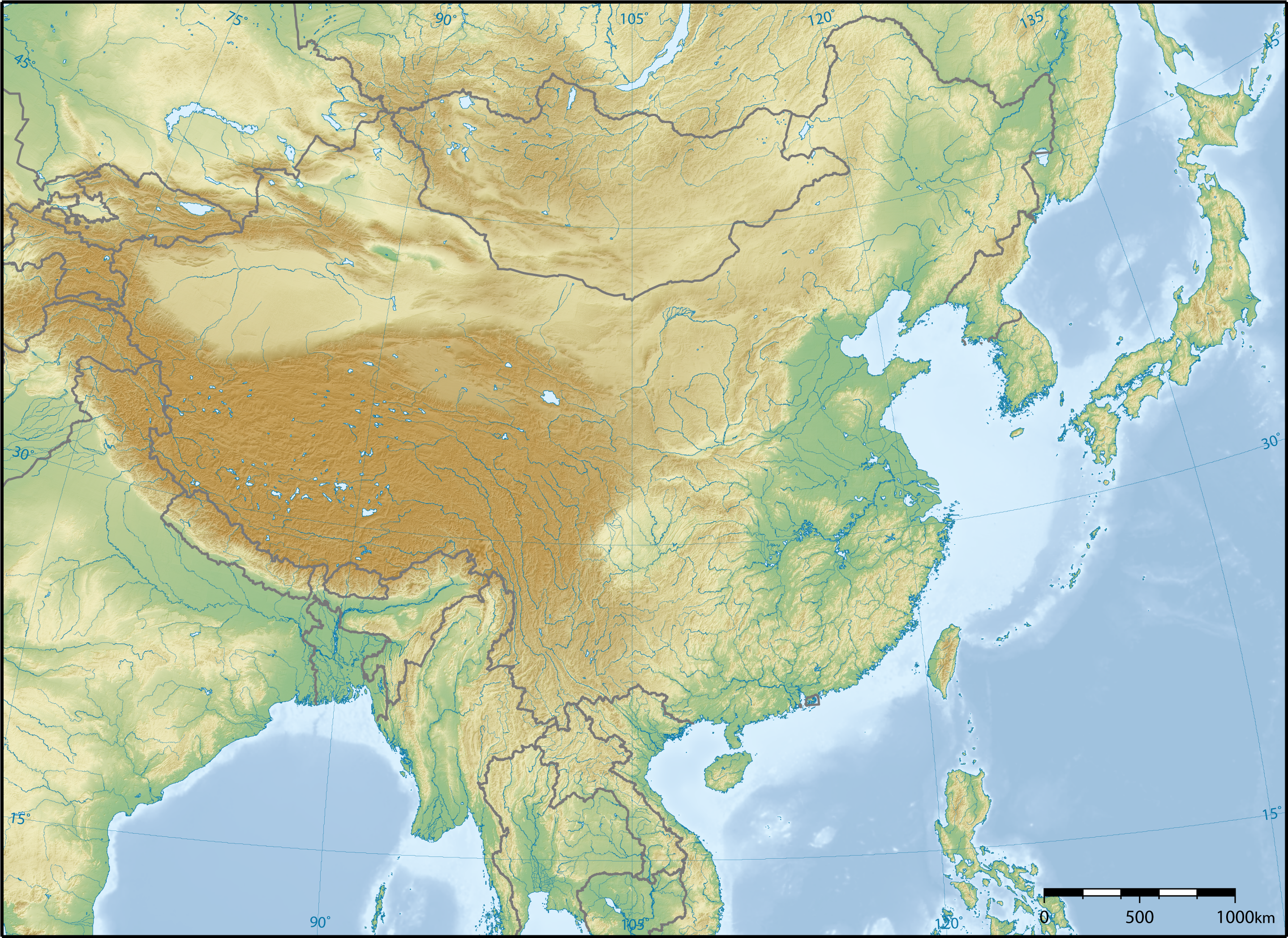
Đông Á về mặt địa lý

Các quốc gia hay khu vực sau đôi khi cũng được coi là một phần của khu vực địa lý Đông Á: 
- Vùng Viễn Đông của Nga (tức khu vực ven Thái Bình Dương thuộc Nga nằm ở phía đông sông Amur)-(hoặc là Đông Á, Trung Á hoặc là Bắc Á).

Lý do chính trong sự không đồng thuận về vấn đề này là sự khác biệt giữa các định nghĩa địa lý và văn hóa của thuật ngữ "Đông Á". Viễn cảnh chính trị cũng là một yếu tố quan trọng.

## Văn hóa
Theo quan điểm chính thống hiện nay, vùng văn hóa Đông Á gồm các quốc gia và cộng đồng dưới đây:
- Trung Quốc
- Hồng Kông
- Ma Cao
- Đài Loan
- Triều Tiên
- Hàn Quốc
- Nhật Bản
- Việt Nam
- Cộng đồng người Hoa (ở Đông Nam Á, đặc biệt là Singapore và Malaysia, và vùng Viễn Đông Nga)
- Cộng đồng người Việt, người Nhật và người Triều Tiên (ở Đông Nam Á, Viễn Đông Nga)

Một số quốc gia đôi khi cũng được xem là một phần của vùng văn hóa Đông Á:
- Mông Cổ
- Singapore
- Tây Tạng (thuộc Trung Quốc)

## Dân số
Với 1,7 tỉ người, khoảng 40% dân số châu Á hay 1/4 dân số thế giới sống ở châu Á (địa lý). Khu vực này là một trong những khu vực đông đúc dân nhất thế giới. Mật độ dân số của Đông Á là khoảng 230 người/km², gấp 5 lần mật độ bình quân của thế giới.

## Cơ quan lập pháp
Cơ quan lập pháp của hầu hết các quốc gia Đông Á được tổ chức theo hệ thống đơn viện, chỉ riêng Nhật Bản được tổ chức theo hệ thống lưỡng viện. Quốc hội Trung Quốc là cơ quan lập pháp có số đại biểu đông nhất Đông Á (cũng đông nhất thế giới) với 2.987 thành viên. Cơ quan lập pháp của Ma Cao là ít thành viên nhất, chỉ có 29 đại diện.
| STT | Quốc gia   | Tổng số ghế | Số thế ở Thượng viện | Số ghế ở Hạ viện | Tuổi bầu cử     | Đứng đầu Quốc hội                              | Nhiệm kỳ                               |
| --- | ---------- | ----------- | -------------------- | ---------------- | --------------- | ---------------------------------------------- | -------------------------------------- |
| 1   | Nhật Bản   | 722 ghế     | 242 ghế              | 480 ghế          | 20 tuổi trở lên | Chủ tịch Thượng viện và Phát ngôn viên Hạ viện | 6 năm ở Thượng viện và 4 năm ở Hạ viện |
| 2   | Trung Quốc | 2.987 ghế   | Không chia viện      | Không chia viện  | 18 tuổi trở lên | Chủ tịch Nhân đại toàn quốc                    | 5 năm                                  |
| 3   | Hàn Quốc   | 300 ghế     | Không chia viện      | Không chia viện  | 19 tuổi trở lên | Phát ngôn viên Quốc hội                        | 5 năm                                  |
| 4   | Triều Tiên | 687 ghế     | Không chia viện      | Không chia viện  | 17 tuổi trở lên | Chủ tịch đoàn Quốc hội                         | 4 năm                                  |
| 5   | Mông Cổ    | 76 ghế      | Không chia viện      | Không chia viện  | 18 tuổi trở lên | Chủ tịch Quốc hội                              | 5 năm                                  |
| 6   | Đài Loan   | 113 ghế     | Không chia viện      | Không chia viện  | 20 tuổi trở lên | Chủ tịch Quốc hội                              | 4 năm                                  |
| 7   | Hồng Kông  | 70 ghế      | Không chia viện      | Không chia viện  | 18 tuổi trở lên | Chủ tịch Quốc hội                              | 4 năm                                  |
| 8   | Ma Cao     | 29 ghế      | Không chia viện      | Không chia viện  | 18 tuổi trở lên | Chủ tịch Quốc hội                              | 4 năm                                  |

## Giáo dục
Các cơ sở giáo dục đại học và sau đại học danh tiếng nhất tại các quốc gia Đông Á.
| STT | Quốc gia   | Đại học                                  | Trụ sở chính |
| --- | ---------- | ---------------------------------------- | ------------ |
| 1   | Trung Quốc | Đại học Bắc Kinh                         | Bắc Kinh     |
| 2   | Nhật Bản   | Đại học Tokyo                            | Tokyo        |
| 3   | Mông Cổ    | Đại học Quốc gia Mông Cổ                 | Ulaanbaatar  |
| 4   | Hàn Quốc   | Đại học Quốc gia Seoul                   | Seoul        |
| 5   | Triều Tiên | Đại học Khoa học và Kỹ thuật Bình Nhưỡng | Bình Nhưỡng  |
| 6   | Hồng Kông  | Đại học Hồng Kông                        | Hồng Kông    |
| 7   | Ma Cao     | Đại học Ma Cao                           | Ma Cao       |
| 8   | Đài Loan   | Đại học Quốc lập Đài Loan                | Đài Bắc      |

## Các khu vực khác
Các khu vực khác của châu Á:
- Bắc Á
  - Siberia
  - Viễn Đông thuộc Nga
- Trung Á
- Tây Á
  - Trung Đông
  - Tây Nam Á (Một định nghĩa của Trung Đông là đồng nghĩa với Tây Nam Á)
  - Tây Bắc Á
- Nam Á (tiểu lục địa Ấn Độ)
- Đông Nam Á

### Danh sách các quốc gia
Danh sách các quốc gia Viễn Đông theo số liệu Địa lý - kinh tế - xã hội - tài chính 2009
| STT | Tiền tố thường gọi        | Quốc gia/Vùng lãnh thổ | Tổng diện tích (km2)  | Tỉ lệ mặt nước (%) | Dân số (người) | Mật độ dân cư (km2/người) |
| --- | ------------------------- | ---------------------- | --------------------- | ------------------ | -------------- | ------------------------- |
| 1   | Cộng hòa Nhân dân         | Trung Quốc             | 9.596.961 - 9.640.011 | 2,82               | 1.334.600.000  | 138,4                     |
| 2   | Không có                  | Nhật Bản               | 377.930               | 0,82               | 127.551.434    | 337,5                     |
| 3   | Dân quốc                  | Hàn Quốc               | 99.678                | 0,29               | 48.759.049     | 489,2                     |
| 4   | Cộng hòa Dân chủ Nhân dân | Triều Tiên             | 120.538               | 0,11               | 48.759.049     | 185,4                     |
| 5   | Không có                  | Mông Cổ                | 1.564.100             | 0,60               | 775.629        | 0.5                       |
| 6   | Đặc khu hành chính        | Hồng Kông              | 1.104                 | 4,58               | 7.065.396      | 6.399,8                   |
| 7   | Đặc khu hành chính        | Ma Cao                 | 29                    | 0,0                | 559.494        | 19.292,9                  |
| 8   | Dân quốc                  | Đài Loan               | 36.188                | 10,34              | 23.120.205     | 638,9                     |